# Вест Алтон (Мисури)
Вест Алтон (енгл. West Alton) град је у америчкој савезној држави Мисури.

## Демографија
По попису из 2010. године број становника је 522, што је 51 (-8,9%) становника мање него 2000. године.
| Група             | 2000.       | 2010.       |
| Белци             | 568 (99,1%) | 510 (97,7%) |
| Афроамериканци    | 0 (0,0%)    | 3 (0,6%)    |
| Азијати           | 1 (0,2%)    | 0 (0,0%)    |
| Хиспаноамериканци | 3 (0,5%)    | 5 (1,0%)    |
| Укупно            | 573         | 522         |